# Super Mario Bros. 2
Super Mario Bros. 2, lançado no Japão como Super Mario USA (スーパーマリオUSA, Sūpā Mario USA), é um jogo eletrônico lançado para o Nintendo Entertainment System. Mais tarde foi relançado na coletânea Super Mario All-Stars para Super Nintendo Entertainment System.
O jogo que se tornou Super Mario Bros. 2 começou como um protótipo para um jogo cooperativo de scrolling vertical de dois jogadores, que foi mais tarde batizado de Yume Kōjō: Doki Doki Panic. Depois da Nintendo of America descobrir que a versão japonesa de Super Mario Bros. 2 era muito difícil para os padrões ocidentais e similar a seu predecessor, Yume Kōjō: Doki Doki Panic foi convertido de volta como uma sequela de Super Mario Bros. para o lançamento fora do Japão.
Com isso, a versão japonesa de Super Mario Bros. 2 chegou mais tarde com o título Super Mario Bros.: The Lost Levels na coletânea Super Mario All-Stars. E para o mercado japonês, o Super Mario Bros. 2 do ocidente foi lançado como Super Mario USA.

## Desenvolvimento

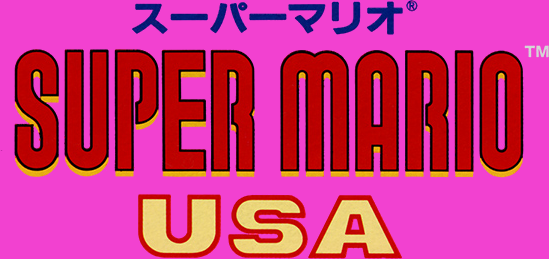
Logo do Super Mario 2 no Japão

A versão japonesa foi lançada em 1986 para Famicom Disk System, dispositivo lançado apenas no Japão que adicionava ao
Famicom mais memória e um drive de disquetes. O jogo apresentava a mesma jogabilidade e características do original Super Mario Bros. mas trazia novos levels muito mais difíceis.
Super Mario Bros. 2 US (USA) VERSION (chamado assim só no Japão) foi lançado em 1988, apresentava um universo e características totalmente diferentes do jogo original. Nesse jogo Mario, Luigi, Princess Peach e Toad devem salvar a terra dos sonhos, conhecida como Subcon, do vilão Wart.
O jogo tem apenas 20 fases divididas em sete mundos.

## Versões

### Super Mario Bros. 2 (Japão)
Super Mario Bros. 2 (Japão) é a continuação natural de Super Mario Bros. Apresenta novos níveis, mantendo o estilo do jogo original. Na tela de título, o jogador deve escolher entre Mario ou Luigi, não existindo o modo para dois jogadores. O jogo introduz algumas novidades como o Cogumelo Venenoso, um cogumelo que fere Mario ou Luigi quando tocado; Warp Zones reversas, que, ao contrário das tradicionais, levam o jogador para estágios anteriores; inimigos com mais habilidades e 5 mundos secretos.
Esse jogo é considerado o mais difícil da série Mario. Por considerar o excessivo nível de dificuldade do jogo frustrante e uma rejeição à diversão, a Nintendo americana resolveu não lançar o jogo nos EUA. Mais tarde, em 1993, o jogo foi lançado como parte da coletânea Super Mario All Stars com o título de Super Mario Bros.: The Lost Levels.

### Super Mario Bros. 2 (EUA)
Super Mario Bros. 2 (EUA) é um jogo produzido pela Nintendo americana e lançado em 1988. O jogo apresenta universo e jogabilidade totalmente diferentes de Super Mario Bros. original. O motivo pelo qual essa versão americana é tão diferente é simples, originalmente esse não é um jogo da série Mario. Não contente com o grau de dificuldade de Super Mario Bros. 2 lançado do Japão a Nintendo americana resolveu fazer sua própria versão do jogo. Para isso fizeram algumas pequenas alterações em um jogo japonês chamado Doki Doki Panic. A produtora não só substituiu os sprites dos personagens e itens do jogo original para os da série Mario, mas também alterou alguns inimigos e chefes de Doki Doki Panic. A história escolhida pela produtora para explicar o universo diferente foi de que todo o jogo se passa dentro de um sonho de Mario.
Em Yume Kōjō: Doki Doki Panic o jogador pode escolher entre 4 personagens de uma família (pai, mãe e dois filhos, um garoto e uma garota) árabe.
O garoto (chamado Imajin) virou Mario, a mãe (de nome "Mama") virou Luigi, a irmã (Lina) virou a princesa Peach e o pai (Papa) virou Toad. Cada um deles herdou uma das características dos personagens originais. Mario é balanceado; Luigi pula mais alto, porém é mais difícil de se controlar; Peach pode flutuar por um tempo, porém é lenta e tem pouca força pra arremessar vegetais, e Toad é o mais forte e o mais rápido a correr, porém tem o pulo mais baixo. O tradicional pulo sobre os inimigos não é mais o ataque principal de Mario, agora os inimigos morrem a serem atingidos por vegetais que o jogador retira do chão.
Neste jogo não há canos verdes, ou Goombas ou Koopas. Ao invés disso, você pode encontrar novos inimigos, que mais tarde seriam encontrados em futuros jogos do encanador, tais como Shy Guys, Birds, etc. No entanto, não falta um elemento familiar: as estrelas (embora sejam difíceis de serem encontradas). Para pegar a estrela, o jogador deverá coletar todas as cinco cerejas.
Para avançar no jogo, o personagem terá de superar obstáculos muito diferentes daqueles vistos no jogo anterior, como areia movediça ou destruir paredes com bombas. Nos castelos, ao contrário daqueles vistos no jogo anterior, há portas que só podem ser abertas ao encontrar as chaves guardadas por máscaras que reagem violentamente a quem tenta pegá-las; às vezes, atrás da porta, é uma passagem para um outro mundo, mas não sempre o caso. Os chefes, são diferentes em cada mundo, exceto em dois deles, no qual, são exatamente iguais. A falta de canos verdes no jogo, é substituída pelos vasos, os quais desempenham um papel muito semelhante a eles os personagens já sabiam que era um sonho mas não avisaram Mario.

#### Enredo
Mario sonha com uma escada que leva a uma porta para outro mundo. Uma voz identifica o mundo como a terra dos sonhos de Subcon e pede a ajuda de Mario para derrotar o sapo vilão chamado Wart, um tirano que amaldiçoou Subcon e seu povo. Mario de repente acorda e decide contar a Luigi, Toad e Peach, que relatam ter o mesmo sonho. O grupo decide fazer um piquenique, mas ao chegar, eles descobrem uma caverna com uma longa escada. Através de uma porta no topo, o grupo é transportado para Subcon, revelando que seus sonhos eram reais. Depois de derrotar Wart, o povo de Subcon é libertado e o grupo celebra, mas Mario de repente acorda em sua cama, sem saber se os eventos que ocorreram foram reais ou apenas um sonho.

#### Recepção
Super Mario Bros. 2 rendeu dez milhões de cópias vendidas e foi o terceiro jogo mais vendido lançado para o Nintendo Entertainment System na época. Nintendo Power listou Super Mario Bros. 2 como o oitavo melhor jogo eletrônico para o Nintendo Entertainment System, mencionando que apesar de seu predecessor não ser um jogo de Mario, foi capaz de se manter por si mesmo com seus próprios méritos e releituras únicas no formato reconhecível da série. Super Mario Bros. 2 foi listado como o 108º de 200 em "Melhor Jogos em Suas Épocas" pela Electronic Gaming Monthly.[carece de fontes?] GamesRadar o qualificou como o sexto melhor jogo de NES feito. A equipe elogiou o jogo e outros jogos de 8 bits por serem uma grande melhoria que as sequelas de 2012, que na opinião deles eram somente pequenas melhorias.